# Saison 3 de Melrose Place
Chronologie
Saison 2 Saison 4
Cet article présente le guide des épisodes de la troisième saison de la série télévisée américaine Melrose Place.

## Distribution

### Acteurs principaux
- Josie Bissett (VF : Isabelle Maudet) : Jane Andrews Mancini

- Thomas Calabro (VF : Vincent Violette) : Michael Mancini
- Laura Leighton (VF : Joëlle Guigui) : Sydney Andrews

- Doug Savant (VF : Emmanuel Curtil) : Matthew Fielding Jr.

- Grant Show (VF : Thierry Ragueneau) : Jake Hanson

- Andrew Shue (VF : Vincent Ropion) : Billy Campbell
- Courtney Thorne-Smith (VF : Virginie Mery) : Alison Parker

- Daphne Zuniga (VF : Déborah Perret) : Jo Beth Reynolds

- Avec la participation spéciale de Heather Locklear (VF : Dominique Dumont) : Amanda Woodward

### Acteurs récurrents
- Marcia Cross (VF : Blanche Ravalec)...Dr Kimberly Shaw (3.1-3.30)
- Jack Wagner (VF :Patrick Laplace) : Dr Peter Burns (3.6-3.18, 3.31-3.32)
- Andrew Williams (VF : Régis Reuilhac) : Chris Marchette (3.3-3.13)
- Kristin Davis (VF : Élisabeth Fargeot) : Brooke Armstrong (3.22-3.32)
- Dan Cortese (VF : Antoine Nouel) : Jess Hanson (3.24-3.32)
- Stanley Kamel (VF : Julien Thomast) : Bruce Teller (3.2, 3.7, 3.9-3.13, 3.15)
- Jason Beghe (VF : Olivier Destrez) : Jeffrey Lindley (3.9-3.11, 3.14-3.15)
- Kathy Ireland (VF : Rafaele Moutier) : Brittany Maddocks (3.1-3.4)
- David James Elliott (VF : Guy Chapellier) : Terry Parsons (3.13-3.14, 3.16-3.17)
- Traci Lords (VF : Sophie Gormezzano) : Rikki Abbott (3.17-3.20)
- Ramy Zada (VF : Bernard Tiphaine) : Martin Abbott (3.17-3.20)
- Perry King (VF : Bernard Woringer) : Hayley Armstrong (3.24, 3.28-3.30)
- David Beecroft (VF : Jean-Pierre Leroux) : Dr Paul Graham (3.27-3.30)
- Jasmine Guy (VF : Maïk Darah) : Caitlin Mills (3.16-17)
- Harrison Page (VF : Pascal Renwick) : Sarge (3.27-28)
- Patrick Muldoon  (VF : Antoine Tomé) : Richard Hart (3.31-3.32)

## Épisodes

### Épisode 1:D'une pierre deux coups
- États-Unis : 12 septembre 1994 sur Fox
- Québec : 21 avril 1997 sur TVA

### Épisode 2:Un monde pervers
- États-Unis : 19 septembre 1994 sur Fox
- Québec : 28 avril 1997

### Épisode 3:Point de rupture
- États-Unis : 26 septembre 1994 sur Fox
- Québec : 5 mai 1997

### Épisode 4:Profonde désillusion
- États-Unis : 3 octobre 1994 sur Fox
- Québec : 12 mai 1997

### Épisode 5:Portés disparus
- États-Unis : 10 octobre 1994 sur Fox
- Québec : 19 mai 1997

### Épisode 6:Sans conditions
- États-Unis : 17 octobre 1994 sur Fox
- Québec : 26 mai 1997

### Épisode 7:Un week end inoubliable
- États-Unis : 24 octobre 1993 sur Fox
- Québec : 2 juin 1997

### Épisode 8:Doubles Échanges
- États-Unis : 31 octobre 1994 sur Fox
- Québec : 9 juin 1997

### Épisode 9:À malin malin et demi
- États-Unis : 7 novembre 1994 sur Fox
- Québec : 16 juin 1997

### Épisode 10:Justice aveugle
- États-Unis : 14 novembre 1994 sur Fox
- Québec : 23 juin 1997

### Épisode 11:Vin et vodka
- États-Unis : 21 novembre 1994 sur Fox
- Québec : 30 juin 1997

### Épisode 12:Vol de chèque et de bébé
- États-Unis : 28 novembre 1994 sur Fox
- Québec : 7 juillet 1997

### Épisode 13:Rien ne va plus
- États-Unis : 5 décembre 1994 sur Fox
- Québec : 14 juillet 1997

### Épisode 14:La Voie de la guérison
- États-Unis : 12 décembre 1994 sur Fox
- Québec : 21 juillet 1997

### Épisode 15:Cauchemars bénéfiques
- États-Unis : 19 décembre 1994 sur Fox
- Québec : 28 juillet 1997

### Épisode 16:La Baby sitter
Pour les articles homonymes, voir La Baby-sitter (homonymie).
- États-Unis : 2 janvier 1995 sur Fox
- Québec : 4 août 1997

### Épisode 17:On achève bien les mamans (1/2)
- États-Unis : 16 janvier 1995 sur Fox
- Québec : 11 août 1997

### Épisode 18:On achève bien les mamans (2/2)
- États-Unis : 16 janvier 1995 sur Fox
- Québec : 18 août 1997

L'agression d'Amanda et la triste scène ultime de l'épisode avec Jo sont deux moments mémorables de l'épisode.

### Épisode 19:Une journée en enfer
- États-Unis : 23 janvier 1995 sur Fox
- Québec : 25 août 1997

### Épisode 20:Les Malheurs de Sydney
- États-Unis : 6 février 1995 sur Fox
- Québec : 8 septembre 1997

### Épisode 21:Le massacre de la Saint-Valentin
- États-Unis : 13 février 1995 sur Fox
- Québec : 15 septembre 1997

### Épisode 22:Diamants sur canapé
- États-Unis : 20 février 1994 sur Fox
- Québec : 22 septembre 1997

### Épisode 23:Le vainqueur
- États-Unis : 27 février 1995 sur Fox
- Québec : 29 septembre 1997

### Épisode 24:Amour et mort
- États-Unis : 13 mars 1995 sur Fox
- Québec : 6 octobre 1997

### Épisode 25:Vivre et mourir à Malibu
- États-Unis : 20 mars 1995 sur Fox
- Québec : 13 octobre 1997

### Épisode 26:Brooke
- États-Unis : 3 avril 1995 sur Fox
- Québec : 20 octobre 1997

### Épisode 27:Mission impossible
- États-Unis : 10 avril 1995 sur Fox
- Québec : 27 octobre 1997

### Épisode 28:Cherchez la faille
- États-Unis : 1er mai 1995 sur Fox
- Québec : 3 novembre 1997

### Épisode 29:Frères ennemis
- États-Unis : 8 mai 1995 sur Fox
- Québec : 10 novembre 1997

### Épisode 30:Harcèlement par procuration
- États-Unis : 15 mai 1995 sur Fox
- Québec : 17 novembre 1997

### Épisode 31:La Théorie du big bang(1/2)
- États-Unis : 22 mai 1995 sur Fox
- Québec : 24 novembre 1997

### Épisode 32:La Théorie du big bang(2/2)
- États-Unis : 22 mai 1995 sur Fox
- Québec : 1er décembre 1997

L'épisode marque le retour de Jack Wagner dans le rôle du docteur Peter Burns, dont la dernière apparition remonte à l'épisode On achève bien les mamans (partie 2). 
L'épisode marque la première apparition de Patrick Muldoon dans le rôle de Richard Hart.
Darren Star est le showrunner de la série depuis son lancement en 1992. La Théorie du Big Bang marque la fin définitive de sa contribution à la série. Il souhaite alors se concentrer sur un nouveau projet, Central Park West, lancé en septembre 1995.

## Réception
Heather Locklear a été nommée aux Golden Globes dans la catégorie meilleure actrice d'une série dramatique en 1994 pour la deuxième fois de sa carrière.
Laura Leighton a été nommée aux Golden Globes dans la catégorie meilleur second rôle d'une série dramatique en 1994 pour la seule fois de sa carrière.